# Elia Puccini
Elia Puccini (Pistoia, 30 maggio 1910 – ...) è stato un calciatore italiano, di ruolo mediano.

## Carriera
Giocò per una stagione in Serie A con la Lucchese.